# Lepidopilum patrisiae
Lepidopilum patrisiae là một loài rêu trong họ Daltoniaceae. Loài này được Brid. Mitt. mô tả khoa học đầu tiên năm 1869.